# 近江毛野
近江毛野（？—530年）是日本古墳時代繼體天皇時期的豪族、將軍。姓臣，《日本書紀》中以近江毛野臣的名字登場。
近江毛野出生於近江國的豪族近江氏，是武內宿禰的後裔波多氏(秦氏)的支族。繼體21年（527年），新羅奪取了南加羅、喙己吞等諸國。為了奪回這些土地，繼體天皇派近江毛野率兵六萬奉命前往任那赴任。然而，在途中，筑紫君磐井與新羅結盟，在九州北部發動叛亂，阻擋近江毛野的軍隊。磐井責問毛野為何昔日出入相伴、同器而食，今日卻戰場相見。然而，近江豪族和筑紫豪族之間的交流至今仍然不明。
最後，物部麁鹿火平定了磐井之亂，翌年（528年），毛野前往任那的安羅赴任，同新羅進行領土交涉。然而近江毛野非常狂妄，要求召見新羅和百濟的國王，這引起了新羅、百濟兩國的反感，兩王皆拒絕了毛野的要求，併發兵攻打任那。日本朝廷認識到了事態的嚴重性，下令毛野歸國，但毛野不奉詔。530年，朝廷再度召還毛野，毛野於歸途中病逝於對馬。葬於故鄉近江國的野洲郡。

## 脚注
1. ↑  太田亮『姓氏家系大辞典』角川書店、1963年